# Branešci (Pakrac)
Pour les articles homonymes, voir Branešci.
Branešci est une localité de Croatie située dans la municipalité de Pakrac, comitat de Požega-Slavonie. Au recensement de 2001, elle comptait 41 habitants.